# Nationalisme chypriote grec
Le nationalisme chypriote grec, également connu sous le nom d'hellénisme chypriote, est une forme de nationalisme ethnique qui met l'accent sur le caractère grec de la nation chypriote. C'est un concept différent du nationalisme grec, dont l'objectif principal est l'intégration de Chypre dans la Grèce, un processus connu sous le nom d'Énosis. Après avoir abandonné cette dernière idée, les nationalistes chypriotes grecs cherchent désormais à établir un État contrôlé par les Chypriotes grecs ayant des liens étroits avec la Grèce, qu'ils considèrent comme leur « patrie ». Des variantes du nationalisme chypriote grec ont été adoptées dans l'ensemble de l'éventail politique chypriote par le Mouvement pour la démocratie sociale, le Parti démocrate et le Rassemblement démocrate et les Nouveaux Horizons, ainsi que par l'Église de Chypre.
L'invasion turque de Chypre en 1974 a entraîné une marginalisation initiale du nationalisme chypriote grec et, partant, la montée du nationalisme chypriote, en opposition avec le nationalisme grec traditionnel; cependant, l'élection en 1981 d'Andréas Papandréou au poste de Premier ministre grec, avec sa politique de « nationalisation » du problème chypriote et sa visite à Chypre en février 1982, ont conduit à un renouveau du nationalisme chypriote grec. En novembre 1993, Papandréou et le président chypriote Gláfkos Klirídis annoncent la fusion des politiques étrangère et de défense de la Grèce et de Chypre en une nouvelle « doctrine commune de l'espace de défense », et Chypre devient membre de l'Union européenne en 2004, considérée comme la meilleure alternative possible à l'Énosis. Parmi les opposants au mouvement figurait le dirigeant chypriote turc Rauf Denktaş, qui l'a qualifié d'« Énosis par la porte dérobée ».
Le nationalisme chypriote grec et chypriote s'opposent, avec des points de vue opposés sur les causes et les solutions du conflit chypriote, qui correspondent à l'opposition politique droite-gauche. Le slogan du nationalisme chypriote grec est « Chypre est grecque », tandis que le slogan chypriote est « Chypre appartient à son peuple ».

## Histoire
L'Empire ottoman a cédé l'administration de Chypre au Royaume-Uni avec la Convention secrète de Chypre (1878). Pendant la Première Guerre mondiale, les Britanniques ont officiellement annexé Chypre en tant que colonie de la Couronne. Le référendum de 1950 sur l'unification avec la Grèce, organisé par l'Église orthodoxe, auquel seuls les Chypriotes grecs avaient le droit de vote, s'est achevé avec 96 % d'approbation. En 1954, la Grèce a demandé à l'Organisation des Nations unies (ONU) d'appliquer le droit à l'autodétermination à Chypre. Les violences intercommunautaires chypriotes ont conduit l'ONU à déployer des opérations de maintien de la paix sur l'île. Les accords de Zurich et de Londres ont conduit à l'indépendance de Chypre, proclamée le 16 août 1960. De mars 1972 à juillet 1973, les évêques orthodoxes organisèrent plusieurs coups d'État contre Makários III.
Le coup d'État chypriote de 1974, organisé par la Garde nationale chypriote et la junte militaire grecque, a été un succès, mais de courte durée, car il a déclenché l'invasion turque de Chypre (1974) qui a conduit à la chute de la dictature des colonels en Grèce et à l'occupation turque de 36,2 % du territoire chypriote. En 1983, la république turque de Chypre du Nord a été déclarée unilatéralement, mais n'a pas été reconnue internationalement (elle n'est reconnue que par la Turquie) et a fait l'objet d'un embargo international sévère.